# アン・セクストン
アン・セクストン（Ann Sexton, 1950年2月5日 - 2025年3月13日）は、米国サウスカロライナ州グリーンビル生まれのサザン・ソウルシンガーである。
アン・セクストンは、ソウル・シンガーのチャック・ジャクソンとは親戚関係にある。子供のころに教会でゴスペルを歌い始めたのが、歌手になる契機となった。1970年代初頭には、テネシー州ナッシュビルで活動するようになる。
初レコーディングは1971年のインペルというレーベルに行われている。その後、ナッシュビルにあるジョン・リッチバーグのサウンドステージ7で録音することになる。1973年の「ユア・ゴナ・ミス・ミー」はソウル・チャートで小ヒットを記録した。

## ディスコグラフィ

### シングル
- Seventy 7 104 You're Letting Me Down / You've Been Gone Too Long (1971)
- Seventy 7 114 Come Back Home / I Still Love You
- Seventy 7 125 Have a Little Mercy / It's All Over But The Shouting
- Seventy 7 133 You're Gonna Miss Me / You're Losing Me(1973)
- Seventy 7 900 Love, Love, Love  / You're Losing Me
- Seventy 7 907 You Can't Win / Let's Huddle Up And Cuddle Up
- Dash 5019 Loving You, Loving Me  / It I Work My Thing On You
- Sound Stage 7 7-2504 It's His Wife / You Got To Use What You Got

### アルバム
- Seventy 7 - Loving You, Loving Me (1973) Vivid Sound (1977)
- Sound Stage 7-1500 - The Beginning (1977)